# Mumpsz
A mumpsz, latin nevén parotitis epidemica, vagy salivitis epidemica, egy fertőző vírusos betegség, ami elsősorban a nyálmirigyeket támadja meg. A gyerekek mellett a fogékony felnőtteket is megbetegíti. A túlélők élethossziglani immunitást szereznek.
Leggyakoribb komplikációi az agyhártyagyulladás és a fiúknál, férfiaknál a heregyulladás. Ez utóbbi nemzőképtelenséget is eredményezhet. A betegség kezelése tüneti. A mumpsz védőoltással megelőzhető.

## Kórokozója

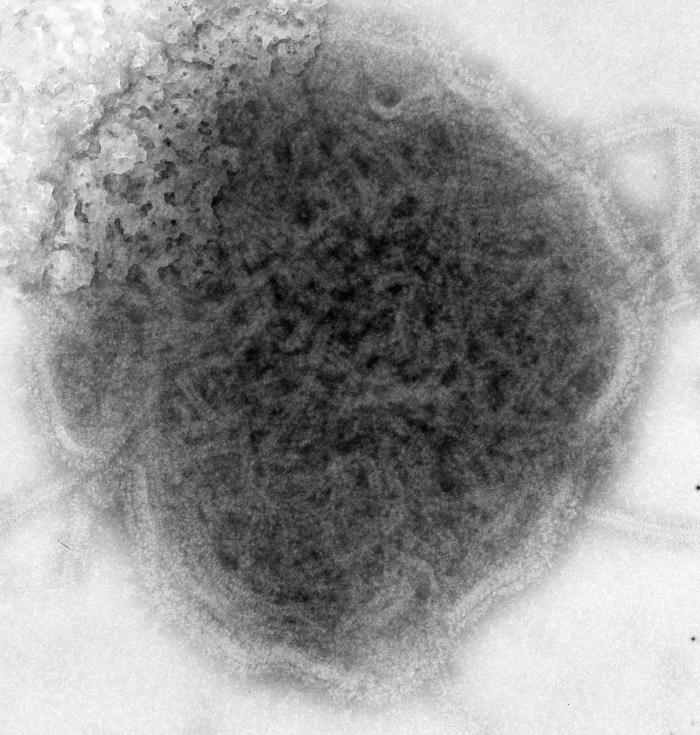
A mumpszvírus

A mumpsz kórokozója a mumpszvírus, egy egyszálú RNS vírus a Paramyxoviridae családból, a Paramyxovirinae alcsaládból, és a Rubulavirus nemből. Egyetlen gazdája az ember. Egyetlen szerotípusa van, amibe több különböző altípus tartozik; ezek sem a kórkép, sem a szérumreakció nem különbözteti meg.
A vírusrészecske gömbölyű, és szabálytalan alakú. Átmérője 150 nm.
Az okozott betegség csak extrém esetben halálos; ez mutatja a vírus alkalmazkodását egyetlen gazdaszervezetéhez, az emberhez. A maradandó fogyatékosság esélye nagyobb.

## Elterjedése
A mumpsz az egész Földön elterjedt. Főként gyerekeket érint, de felnőtteknél is előfordul. A kötelező oltás (MMR vakcina) bevezetése előtt a legtöbb gyerek 2 és 15 éves kora között valamikor megbetegedett mumpszban. A fiúk gyakrabban betegednek meg, mint a lányok. A betegség annál súlyosabb, minél idősebb a beteg. Az oltás bevezetésével a gyakorisága visszaesett, de ott, ahol az oltási kedv csökkent, ott újra egyre több mumpszos beteget regisztrálnak.

## A fertőzés módja
A fertőzés cseppfertőzéssel, közvetlen kapcsolattal, vagy szennyezett tárgyakkal terjed. A vizelettel vagy az anyatejjel való fertőzés ritka, nincs klinikai jelentősége. A betegek a tünetek megjelenése előtti harmadik-hetedik naptól a lábadozás szakaszáig fertőzőképesek. A lappangási idő 16 és 25 nap között változhat. A vírus fertőzőképessége nagy; a beteggel egy háztartásban tartózkodók 80%-os valószínűséggel szintén megfertőződnek, ha nem védettek a mumpsszal szemben. A betegség túlélése élethossziglani immunitást ad. Másodszori fertőzés bár előfordulhat, de ritka.

## Tünetei

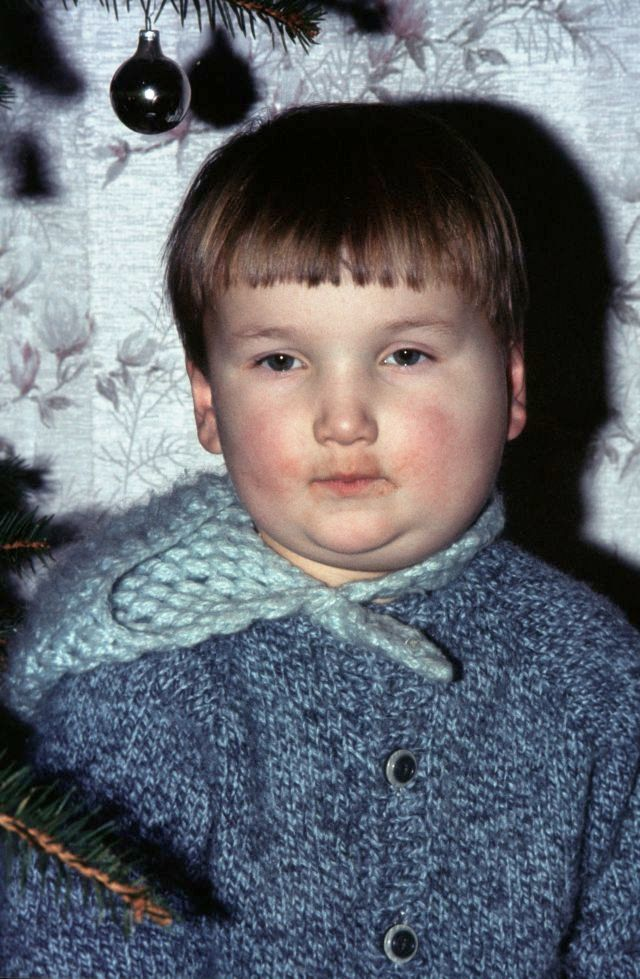
Ötéves mumpszos beteg, a fülmirigy tipikus duzzanatával

A mumpsz többféle lefolyású is lehet. A fertőzések 40%-a tünetmentes, vagy nem mutat specifikus tüneteket.

### Általános tünetek
A leggyakoribb tünetek a láz és a nyálmirigyek fél-, vagy kétoldali gyulladásos feldagadása (80%). A fülkagylók elállnak, a rágás fájdalmas. A hátsó nyálmirigyek nyílása piros. Nem ritkán más mirigyek is érintettek, így a hasnyálmirigy (2-5%) is; ez zsíros hasmenésben, hányásban és a has felső részének fájdalmában nyilvánul meg. Ehhez az esetek 40-50%-ában légzőszervi tünetek járulnak.

### Komplikációk

#### Agyhártya- és agyvelőgyulladás
Gyerekeknél a leggyakoribb szövődmény az agyhártyagyulladás (aszeptikus meningitis). Az esetek 3-15%-ában az agyhártyagyulladás erős tünetekkel jár, habár csak az esetek felében jelentkezik gyulladásos elváltozás az agy-gerincvelői folyadékban. Fej-, vagy nyakfájásban, fényérzékenységben, tarkómerevségben nyilvánul meg. Megjelenésének ideje a nyálmirigyek gyulladása előtti egy héttől a nyálmirigyek gyulladásának kezdetétől számított harmadik hétig változik, de elszigetelten is jelentkezhet.
Az agyvelőgyulladás ennél ritkább. Ez szédüléssel, hányással, és neurológiai tünetekkel, például bénulással jelentkezik. Néha féloldali bénulás, vagy vízfejűség marad vissza.

#### Hallásvesztés
10 ezer fertőzés közül egyben belső fül eredetű hallásvesztés jelentkezik, többnyire fél-, vagy kétoldali siketség formájában. A mumpsz a leggyakoribb féloldali siketséget okozó betegség. A kisgyerekek szülei észre sem veszik, ezért az orvosok hallásvizsgálatot javasolnak. A kétoldali siketség bekövetkezte esetén a gyerek már más gondozást, nevelést igényel. 

#### Egyéb komplikációk
A mumpsz a fertőzött fiúkban és férfiakban az estek 30%-ában a herét is megbetegíti. Ez abban nyilvánul meg, hogy a betegség első hete után újra megnő a láz, az egyik, néha mindkét here feldagad és fáj. Az érintettek 13%-ában a termékenység zavart szenved.
Ritkább a hasnyálmirigy, a petefészkek, a pajzsmirigy, az írisz, a szívizom, az ízületek, vagy a vesék gyulladása, a központi idegrendszer krónikus megbetegedése. Halálesetekről nem tudunk. Az orvostudomány a jelen állása szerint nem lát összefüggést a mumpsz és a cukorbetegség között.
A terhesség első harmadában megjelenő mumpsz vetélést, vagy fejlődési rendellenességeket okozhat. Nem ismert jellegzetes minta ezekben a rendellenességekben.

## Kezelése
Nincs specifikusan a vírus ellen irányuló kezelés. A tüneti kezelés fájdalom- és lázcsillapításra korlátozódik. A lázcsillapítás elérhető hideg, vagy meleg borogatással, vagy gyógyszerekkel, paracetemollal vagy ibuprofennel.
A betegnek a fájdalmas rágás miatt lágy ételt kell adni. Kerülnie kell a savas ételeket-italokat, például a gyümölcsleveket, mert a savtól erősödnek a fájdalmak. Extrém esetben kortikolszteroidokat is szedni kell.

## Megelőzése
A mumpsz ellen védő oltóanyag legyengített vírusokat tartalmaz. Az oltást a kanyaró és a rózsahimlő ellen is védő MMR-vakcinában adják be. Az oltás élethossziglani védelmet nyújt.
Az oltás ellenjavallt terhesség idején, illetve nem lehet oltani az oltóanyag egyes alkotórészeire való allergia, vagy T-sejtdefekt esetén. A tojásallergia azonban nem kizáró ok. Azok is beolthatók, akik humorális immungyengeségben, granulocita-funkciózavarban, tünetmentes HIV-fertőzésben szenvednek, vagy lépük nem működik megfelelően.
Nincs profilaxis céljára használható, passzív immunizálást szolgáló oltás. Azoknak, akik mumpszos betegekkel érintkeznek, a normál MMR-oltást ajánlják, ami az aktuálisan lappangó mumpsz ellen ugyan nem véd, de a következő érintkezés már nem okozhat fertőzést.
Mellékhatásként láz, és helyi reakciók: pirulás, duzzanat, fájdalom jelentkezhet. Ezek ártalmatlannak tekinthetők. Néha az oltás után enyhe tünetekkel jelentkező mumpsz fordul elő, de még ez is hamar gyógyul. A többi lehetséges mellékhatás vitatott. Összefoglalva, az oltás kedvezőbb, mint a betegség túlélése.
A kórházban kezelt mumpszos betegeket elkülönítik. A tünetek elmúlása után kilenc napot kell várni a közösségbe menéssel.

## Története
Már Hippokratész leírta a mumpszot fiataloknál, mint fülfeldagadással, és heregyulladással járó, de kritikus jelenségek nélküli betegséget. Celsus egyszerűen nyakduzzadásnak nevezte, később, mint angina maxillaris vagy angina externa volt ismert.
Csak a 19. században ismerték el önálló kórképként. A vírust John Franklin Enders izolálta és tenyésztette elsőként 1945-ben. 1951-ben elölt, majd 1968-ban legyengített vírusokat tartalmazó oltóanyagot állítottak elő.

## Fordítás
- Ez a szócikk részben vagy egészben  a   Mumps című német Wikipédia-szócikk fordításán alapul.  Az eredeti cikk szerkesztőit annak laptörténete sorolja fel. Ez a jelzés csupán a megfogalmazás eredetét és a szerzői jogokat jelzi, nem szolgál a cikkben szereplő információk forrásmegjelöléseként.